# Каргаполье (Майский сельсовет)
Каргаполье — посёлок в Каргапольском районе Курганской области. Входит в состав Майского сельсовета.

## История
Посёлок возник в 1934 году в связи со строительством железнодорожной станции на линии Колчедан — Курган Южно-Уральской железной дороги.

## Население
| 1989 | 2002 | 2010 |
| ---- | ---- | ---- |
| 1059 | ↘975 | ↘933 |